# León Aldama y Respaldiza
León Aldama y Respaldiza (Amurrio, *h. 1781-Sanlúcar de Barrameda, 1863). Fundó las antiguas bodegas de Aldama en Sanlúcar de Barrameda (Cádiz). Sus negocios de vinos al por mayor tuvieron sus orígenes en la razón social “Aguilar y Compañía”. En 1857 compró una casa en la calle de la Plata de Sanlúcar de Barrameda, desde donde se expandió a otras bodegas linderas y cercanas. Gran parte de su producción iba destinada a Jerez de la Frontera (Cádiz).
Aldama, formando un triunvirato de bodegueros con Pedro Manjón y Fernando Mergelina, evitó una de las crisis de caída de precios sufridas en Sanlúcar de Barrameda mediante la compra y venta posterior de los caldos por un valor convenido, y no a la baja.